# Piacenza Sportiva 1943-1944
Questa pagina raccoglie le informazioni riguardanti la Piacenza Sportiva nelle competizioni non ufficiali della stagione 1943-1944.

## Stagione
Su ordine dei repubblichini costituitisi a Salò in seno alla Repubblica Sociale Italiana e con la supervisione del Ministero della cultura popolare, vengono organizzati dei tornei nel Nord Italia.
Il Direttorio II Zona (Lombardia) dopo aver invitato tutte le società che avevano disputato i campionati italiani della stagione 1942-1943, invitò anche il Piacenza a disputare questo torneo.

Il Piacenza aderisce e viene incluso nel girone F del "torneo misto", girone che vede ai nastri di partenza solo 6 squadre.

Per motivi organizzativi la stagione 1943-1944 ha inizio soltanto il 30 gennaio 1944.

La squadra del Commissario Dante Germagnoli non è completa perché quasi tutti i propri tesserati sono al militare. Alcuni di questi erano di servizio nelle caserme cittadine oppure fu possibile ottenerli in prestito temporaneo giustificato da un nulla-osta delle rispettive società per le quali erano tesserati nella precedente stagione 1942-1943.
Arrivano perciò Silvio Bandini (ex Savona), Giuseppe Barantani (dalla Virtus di Parma), Giovanni Bertuzzi (in prestito dal Codogno), Angelo Brandolini (fine prestito, rientra dalla Redaelli), Emilio Colombi, Luciano Degara (in prestito dal Parma), Pietro Ilari (in prestito dalla Cremonese), Giulio Longhi (in prestito dal Como), Enzo Melandri (in prestito dal Parma), Giovanni Luciano Molaschi, Angelo Raccone (ex Genova 1893 dove era in prestito militare), Amleto Scadassa, Emilio Soressi, Gino Vaghini (in prestito dal Brescia).
Il Piacenza termina al 6º e ultimo posto non venendo ammesso alle finali del Direttorio.

## Rosa
Fonte:
| N. |                   | Ruolo | Calciatore         |
| -- | ----------------- | ----- | ------------------ |
|    | Italia (bandiera) | C     | Silvio Bandini     |
|    | Italia (bandiera) | C     | Giuseppe Barantani |
|    | Italia (bandiera) | A     | Giovanni Bertuzzi  |
|    | Italia (bandiera) | C     | Angelo Brandolini  |
|    | Italia (bandiera) | C     | Alberto Busconi    |
|    | Italia (bandiera) | A     | Emilio Colombi     |
|    | Italia (bandiera) | A     | Luciano Degara     |
|    | Italia (bandiera) | D     | Pietro Ilari       |
|    | Italia (bandiera) | A     | Giulio Longhi      |
|    | Italia (bandiera) | D     | Edmondo Mazzocchi  |

| N. |                      | Ruolo | Calciatore                |
| -- | -------------------- | ----- | ------------------------- |
|    | Italia (bandiera)    | C     | Enzo Melandri             |
|    | Italia (bandiera)    | D     | Giovanni Luciano Molaschi |
|    | Italia (bandiera)    | P     | Remo Peroncelli           |
|    | Italia (bandiera)    | P     | Cesare Poggi              |
|    | Argentina (bandiera) | C     | Angelo Raccone            |
|    | Italia (bandiera)    | C     | Amleto Scadassa           |
|    | Italia (bandiera)    | P     | Emilio Soressi            |
|    | Italia (bandiera)    | D     | Franco Torreggiani        |
|    | Italia (bandiera)    | C     | Santino Vaccari           |
|    | Italia (bandiera)    | C     | Gino Vaghini              |

## Risultati

### Serie C

#### Girone di andata
| Arbitro: | Grignani (Milano) |

|                         |           |               |
| Bertuzzi 39’ Longhi 40’ | Marcatori | 32’ Palladini |

| Arbitro: | Andreoni (Milano) |

|                           |           |  |
| Ferrari 21’ Bonilauri 57’ | Marcatori |  |

| Arbitro: | Camiolo (Milano) |

|            |           |                                     |
| Longhi 14’ | Marcatori | 34’ (aut.) Torreggiani 58’ Polenghi |

| Arbitro: | Bergomi (Milano) |

|             |           |            |
| Vismara 86’ | Marcatori | 14’ Degara |

| 5 marzo 1944 5ª giornata | Piacenza | 2 – 0 A tav. | Derthona |  |

#### Girone di ritorno
| Arbitro: | Del Nobolo (Milano) |

|                                                     |           |           |
| Gardini 30’ Tornaghi 39’, 40’ Falconi 69’ Fibbi 77’ | Marcatori | 79’ Ilari |

| Arbitro: | Codeluppi (Lodi) |

|  |           |           |
|  | Marcatori | 18’ Torti |

| Arbitro: | Gorla (Lodi) |

|                           |           |              |
| Meanti 78’ Belloni II 85’ | Marcatori | 30’ Melandri |

| Arbitro: | Mondani (Milano) |

|              |           |                                           |
| Melandri 85’ | Marcatori | 31’ Bassi 39’ Vismara 68’ (rig.) Barbieri |

| Arbitro: | Callegari (Voghera) |

|                          |           |  |
| Testa 12’, 43’, 52’, 75’ | Marcatori |  |